# Strobilurus esculentus
Strobilurus esculentus (Wulfen) Singer, 2003 è un fungo basidiomicete saprofita, commestibile, del genere Strobilurus, a sua volta appartenente alla famiglia delle Physalacriaceae.

## Descrizione
Il cappello ha un diametro di 2-4,5 cm; di consistenza duro-elastica, è inizialmente emisferico, poi appiattito, spesso con una piccola escrescenza al centro, liscio, con bordo lievemente striato. Il colore varia dall'ocra pallido al marrone chiaro, fino al marrone cioccolato; alcuni carpofori sono tuttavia biancastri.
Le lamelle sono fitte, elastiche, piuttosto distanziate, arrotondate e poco aderenti al gambo (quasi libere); presentano numerose lamelle secondarie e sono biancastre negli esemplari giovani, diventando grigie o giallastre con l'invecchiamento.
Il gambo è alto 4-7 cm e largo 0,1-0,3 cm, sottile ma piuttosto duro, di consistenza fibrosa e di forma cilindrica (eventualmente ricurvo), privo di anello, cavo all'interno; è lucido e biancastro nella parte superiore, brunastro verso la base. Il micelio è di colore biancastro o tendente all'ocra.
La carne è biancastra, abbastanza dura, con un odore gradevole e un sapore delicato, che ricorda quello delle nocciole, con note di amarognolo negli esemplari più vecchi.
All'analisi microscopica, S. esculentus presenta spore ellissoidali, increspate e ialine (traslucide), che misurano 6-8 per 3-4 micron. La sporata, emessa in masserelle flocculari, è di colore bianco.

## Distribuzione e habitat
È una specie quasi cosmopolita che cresce in gruppi anche molto numerosi nei boschi di conifere, nei parchi e nei giardini, sviluppandosi vicino a strobili di abete rosso, spesso in posizione ben nascosta sotto l'erba. Nelle regioni più calde dell'Europa, S. esculentus compare prevalentemente da settembre a maggio, mentre in montagna compare in tutte le stagioni tranne l'inverno. Se l'umidità è sufficientemente alta, il fungo può crescere in qualsiasi periodo dell'anno.

## Commestibilità
È un fungo commestibile, ma scarsamente impiegato in cucina; i carpofori giovani e freschi sono di buon sapore, e possono essere preparati similmente a Flammulina velutipes; il gambo, essendo duro e fibroso, va scartato. È da evitare l'essiccazione di S. esculentus, essendo un fungo di dimensioni troppo ridotte per questa procedura.